# Trichinopus villosulus
Trichinopus villosulus är en skalbaggsart som beskrevs av Louis Albert Péringuey 1908. Trichinopus villosulus ingår i släktet Trichinopus och familjen Melolonthidae. Inga underarter finns listade i Catalogue of Life.